# Gand-Wevelgem 2005
La Gand-Wevelgem 2005, sessantacinquesima edizione della corsa, si disputò il 6 aprile 2005 e venne vinta dal belga Nico Mattan che concluse i 208 km del percorso in 4h53'07".

## Percorso
I 208 chilometri del percorso erano caratterizzati da una prima parte povera di difficoltà seguita dalla scalata di otto muri, quattro ripetuti due volte ciascuno: Viadaigneberg e Rodeberg (137 e 160 km), Monteberg (148 e 169 km) e Kemmelberg (150 e 171 km), per poi raggiungere Wevelgem in un lungo tratto pianeggiante.

## Squadre e corridori partecipanti
Presero parte alla prova le venti squadre con licenza UCI ProTeam. Ammesse tramite l'assegnazione di wild-card furono Chocolade Jacques-T Interim, Navigators Insurance, Landbouwkrediet-Colnago, Team Barloworld-Valsir e MrBookmaker.com-SportsTech.
| N.      | Cod. | Squadra                     |
| ------- | ---- | --------------------------- |
| 1-8     | QST  | Quick Step-Innergetic       |
| 11-18   | RAB  | Rabobank                    |
| 21-28   | DSC  | Discovery Channel           |
| 31-38   | LAM  | Lampre-Caffita              |
| 41-47   | EUS  | Euskaltel-Euskadi           |
| 51-58   | JAC  | Chocolade Jacques-T Interim |
| 61-68   | NIC  | Navigators Insurance        |
| 71-78   | PHO  | Phonak Hearing Systems      |
| 81-88   | SDV  | Saunier Duval-Prodir        |
| 91-98   | LSW  | Liberty Seguros-Würth       |
| 101-107 | LAN  | Landbouwkrediet-Colnago     |
| 111-118 | CSC  | Team CSC                    |
| 121-128 | C.A  | Crédit Agricole             |

| N.      | Cod. | Squadra                          |
| ------- | ---- | -------------------------------- |
| 131-138 | COF  | Cofidis, le Crédit par Téléphone |
| 141-148 | BTL  | Bouygues Télécom                 |
| 151-158 | DVL  | Davitamon-Lotto                  |
| 161-168 | SDM  | Domina Vacanze                   |
| 171-178 | IBA  | Illes Balears-Caisse d'Epargne   |
| 181-188 | GST  | Gerolsteiner                     |
| 191-198 | FAS  | Fassa Bortolo                    |
| 201-208 | TBL  | Team Barloworld-Valsir           |
| 211-218 | TMO  | T-Mobile Team                    |
| 221-228 | FDJ  | La Française des Jeux            |
| 231-238 | MRB  | MrBookmaker.com-SportsTech       |
| 241-248 | LIQ  | Liquigas-Bianchi                 |

## Resoconto degli eventi
La prima ora vide un ritmo di gara elevato, con una media di 46,5 km.
Poco oltre i primi dieci chilometri di gara una caduta frazionò il gruppo in tre parti. A Ostenda tra i primi due gruppi c'erano 2 minuti, ma verso De Panne i battistrada dovettero affrontare un vento contrario che favorì gli inseguitori e il ricongiungimento. Il gruppo rimase compatto per pochi chilometri e già prima di affrontare le prime asperità un gruppo di una trentina di corridori si staccò, riuscendo a distanziare gli inseguitori di un minuto ai piedi del Vidaigneberg, tagliandoli dunque fuori dalla lotta per la vittoria. La Quick Step-Innergetic di Tom Boonen guidò il gruppo dei fuggitivi sul Vidaigneberg, poi lo stesso Boonen si mise in testa su Rodeberg, Monteberg e sul più duro Kemmelberg, staccando anche i compagni di squadra in difficoltà. A 52 km dal traguardo il gruppo di testa aveva circa 50 secondi di vantaggio sugli inseguitori.
Al secondo passaggio sul Vidaigneberg il vantaggio era sceso a 30 secondi, che si ridussero ulteriormente a 14 sul Monteberg. A 41 km da Wevelgem attaccò Juan Antonio Flecha, guadagnando un vantaggio di una decina di secondi sui compagni di fuga che mantenne anche sull'ultima ascesa del Kemmelberg. Al termine della discesa Flecha fu raggiunto da Bennati, Cancellara, Hushovd, Bäckstedt, Mattan, Cooke e Pozzato, abile a raggiungere i fuggitivi staccandosi dal gruppo degli inseguitori, mentre Boonen, Kirsipuu, Breschel, Cruz, Kroon e Cretskens persero contatto con la testa della corsa e scivolarono a una ventina di secondi. A 25 km dal traguardo il gruppo di testa aveva una trentina di secondi di vantaggio e, mentre il gruppo di inseguitori con Boonen attendeva il ricongiungimento con il gruppo principale, tra i battistrada Pozzato chiudeva ogni tentativo di attacco sperando che il proprio capitano riuscisse a tornare in gioco grazie al lavoro della Rabobank, attiva nell'inseguire i fuggitivi.
Decisivi furono invece gli attacchi di Mattan negli ultimi dieci chilometri, con il belga che impedì il ricongiungimento con il gruppo principale e riuscì a guadagnare qualche secondo di vantaggio sui compagni di fuga; ma, mentre Pozzato e Bäckstedt cadendo persero la testa della corsa, Flecha e Cooke riuscirono a raggiungere Mattan. A 3 km dalla fine attaccò Flecha, Cooke si defilò e solo Mattan rimase all'inseguimento dello spagnolo; grazie alle numerose motociclette e automobili presenti tra i due, riuscì a raggiungerlo a 300 metri dal traguardo e staccarlo in volata, aggiudicandosi la corsa.

## Ordine d'arrivo (Top 10)
| Pos. | Corridore           | Squadra         | Tempo    |
| ---- | ------------------- | --------------- | -------- |
| 1    | Nico Mattan         | Davitamon       | 4h53'07" |
| 2    | Juan Antonio Flecha | Fassa Bortolo   | a 2"     |
| 3    | Daniele Bennati     | Lampre          | a 9"     |
| 4    | Fabian Cancellara   | Fassa Bortolo   | s.t.     |
| 5    | Thor Hushovd        | Crédit Agricole | s.t.     |
| 6    | Baden Cooke         | F. des Jeux     | a 16"    |
| 7    | Tom Steels          | Davitamon       | a 18"    |
| 8    | Simone Cadamuro     | Domina Vac.     | s.t.     |
| 9    | Erik Zabel          | T-Mobile        | s.t.     |
| 10   | Stuart O'Grady      | Cofidis         | s.t.     |

## Punteggi UCI
| Pos. | Corridore           | Squadra         | Punti |
| ---- | ------------------- | --------------- | ----- |
| 1    | Nico Mattan         | Davitamon       | 40    |
| 2    | Juan Antonio Flecha | assa Bortolo    | 30    |
| 3    | Daniele Bennati     | Lampre          | 25    |
| 4    | Fabian Cancellara   | assa Bortolo    | 20    |
| 5    | Thor Hushovd        | Crédit Agricole | 15    |
| 6    | Baden Cooke         | F. des Jeux     | 11    |
| 7    | Tom Steels          | Davitamon       | 7     |
| 8    | Simone Cadamuro     | Domina Vac.     | 5     |
| 9    | Erik Zabel          | T-Mobile        | 3     |
| 10   | Stuart O'Grady      | Cofidis         | 1     |